# Fiat Doblò
Fiat Doblò – samochód osobowo-dostawczy typu kombivan klasy kompaktowej produkowany przez włoską markę FIAT od 2000 roku. Od 2022 roku produkowana jest trzecia generacja modelu.

## Pierwsza generacja

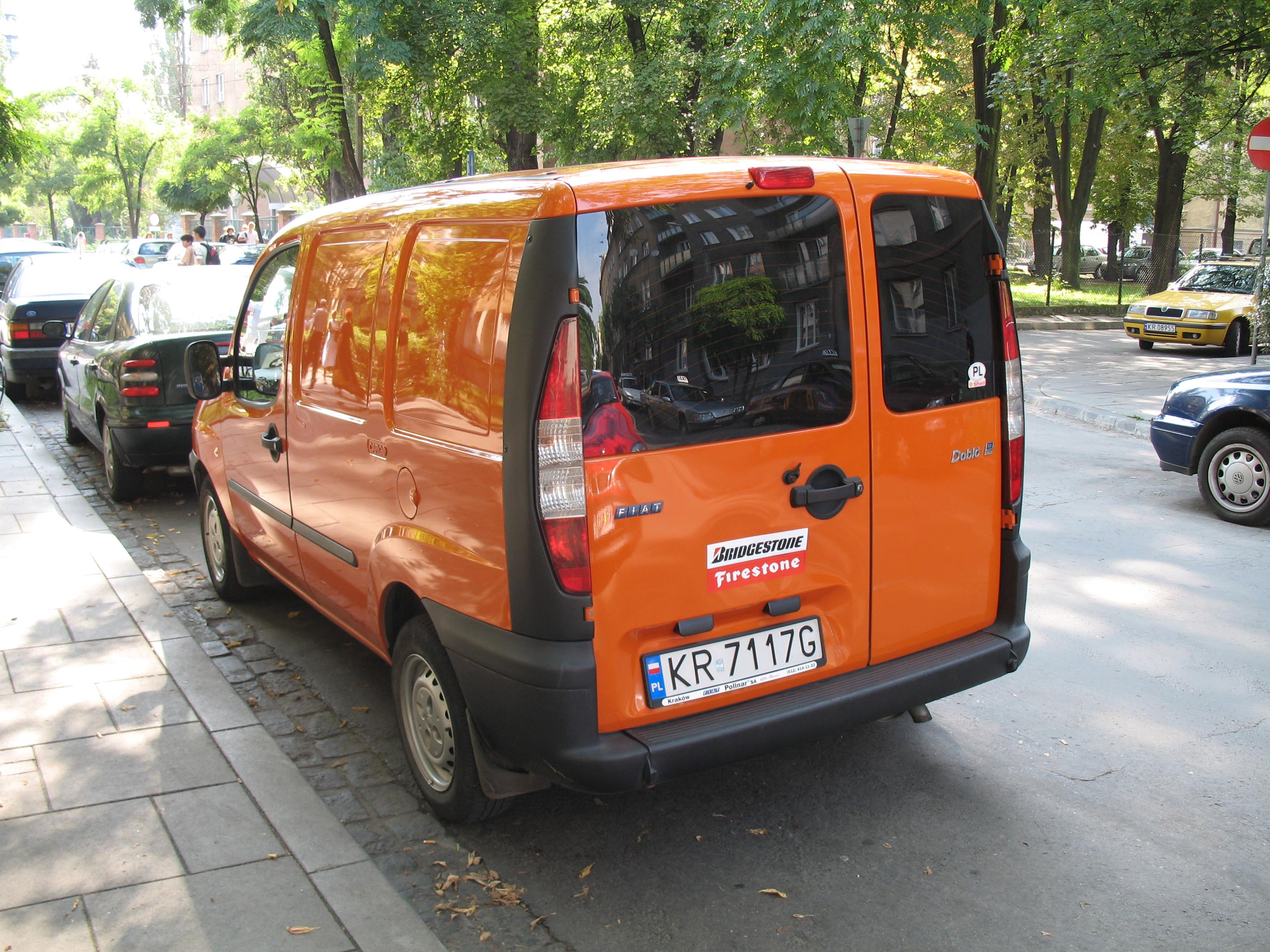
Fiat Doblò I - tył

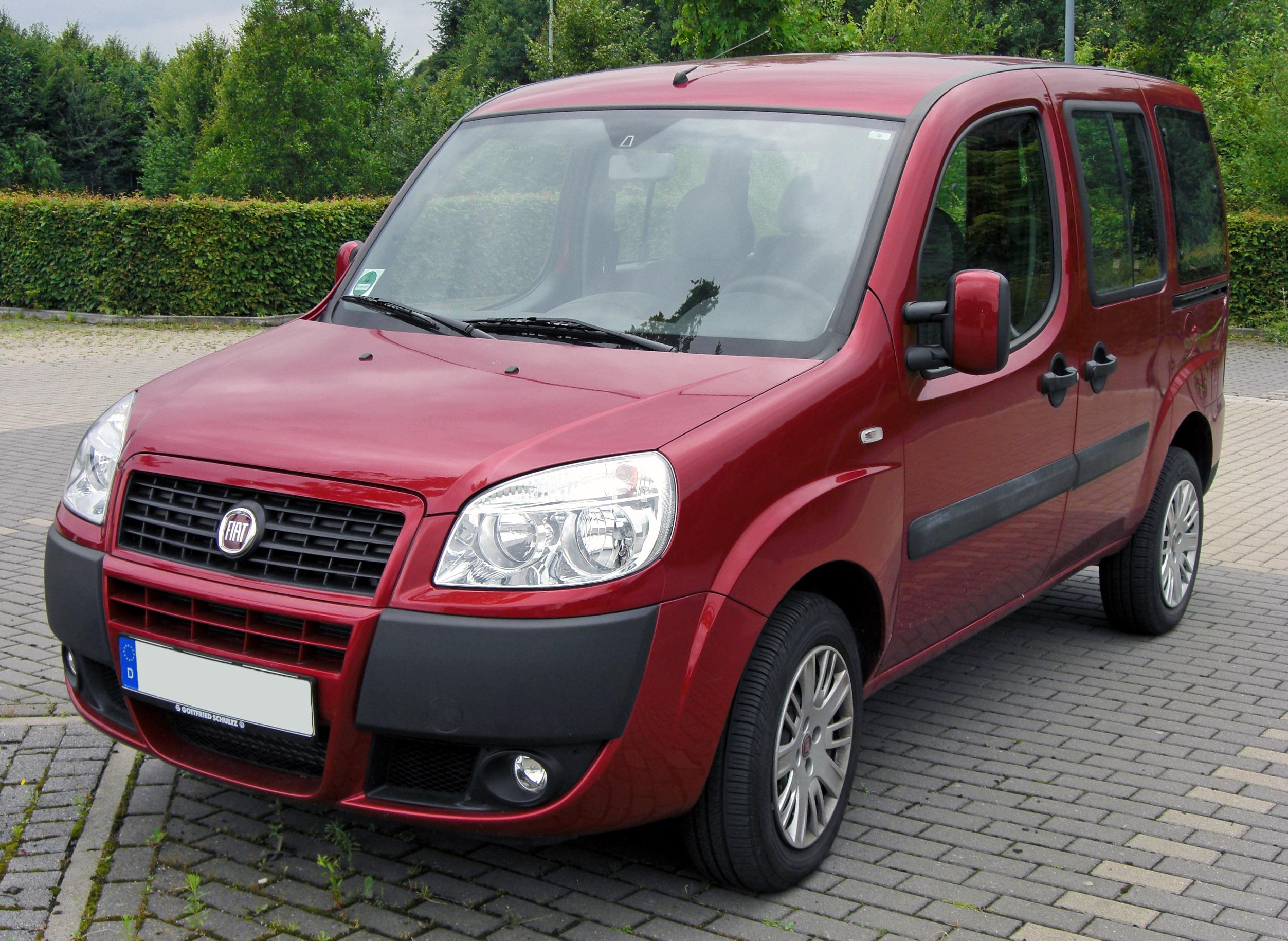
Fiat Doblò I w wersji osobowej po liftingu

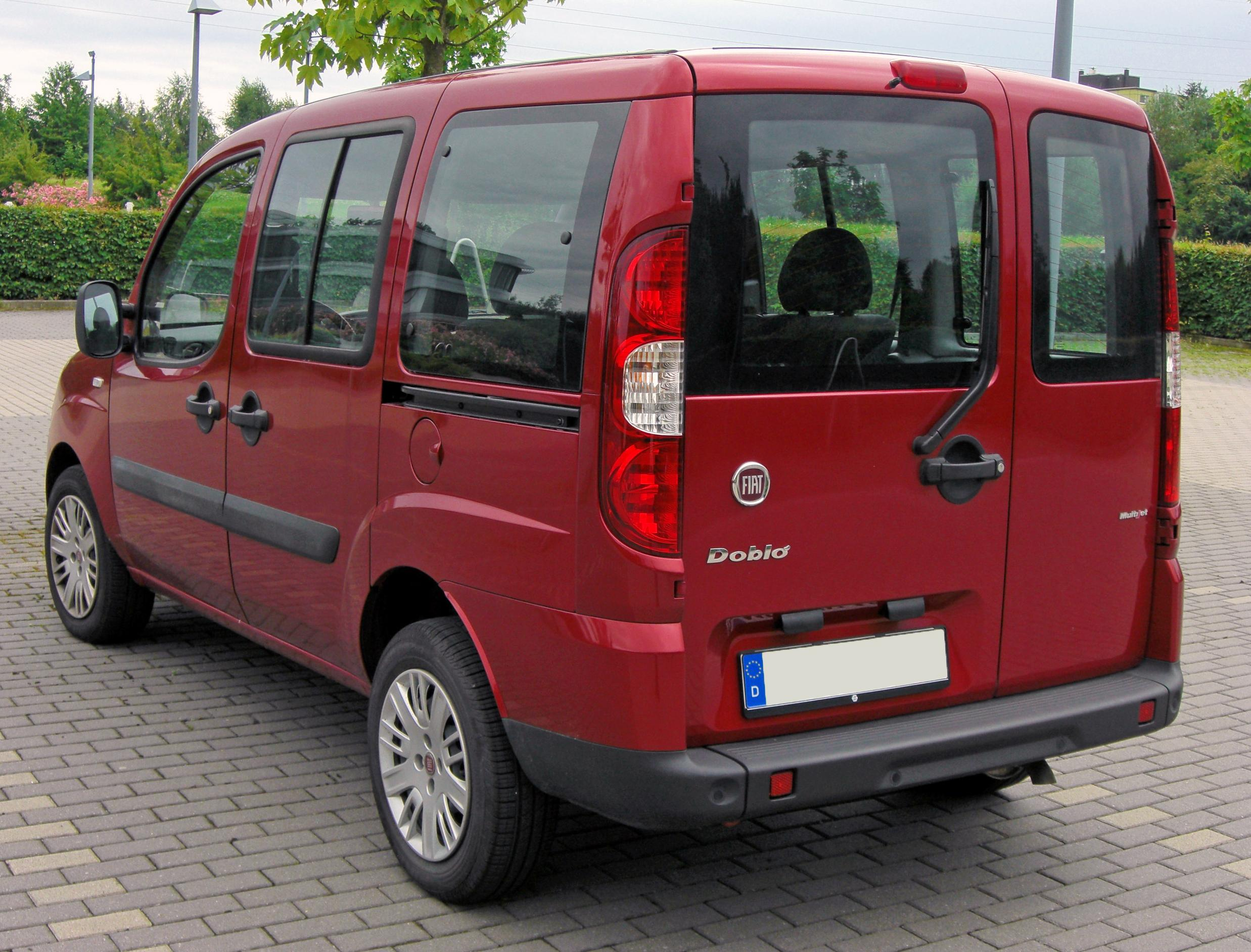
Fiat Doblò I - tył po liftingu

Fiat Doblò I został po raz pierwszy oficjalnie zaprezentowany podczas targów motoryzacyjnych w Paryżu w 2000 roku.
Samochód został zbudowany na bazie płyty podłogowej modelu Palio Weekend. W 2001 roku uruchomiona została produkcja modelu w brazylijskiej filii Fiata – Fiat Automóveis w Betim. We wrześniu 2003 roku wprowadzona została na rynek uterenowiona wersja pojazdu - Adventure, która wyposażona została w silnik pozwalający na spalanie benzyny i etanolu o pojemności 1.8 l i mocy 112-114 KM. W październiku 2004 roku auto przeszło face lifting. Zmodyfikowane zostały m.in. reflektory przednie, zderzaki oraz lampy tylne. W lutym 2006 roku face lifting przeszedł model oferowany na rynku brazylijskim.
W 2006 roku dostawcza odmiana Doblò Cargo otrzymała tytuł International Van of the Year.
Pomimo wprowadzenia w 2010 roku do produkcji drugiej generacji modelu, auto produkowane jest nadal w Turcji pod nazwą Doblò Classic.

### Wersje
- S
- SX
- ELX
- Active (od 2005, zastępuje wersje S i SX)
- Dynamic (od 2005, zastępuje wersję ELX)
- Cargo (dwumiejscowy furgon)
- Malibu (od 2002 do 2009, lepsze wyposażenie)
- Trofeo (klimatyzacja)
- Family (od 2004, 7 miejsc)
- Cargo Maxi
- Adventure (uterenowiona 4x4)

### Silniki
| Silnik                | Pojemność skokowa [cm³] | Typ silnika | Układ rozrządu | Moc maksymalna [KM] przy obr./min | Maks. moment obrotowy [Nm] przy obr./min | Przyspieszenie 0-100km/h | Prędkość maksymalna |
| Silniki benzynowe:    |                         |             |                |                                   |                                          |                          |                     |
| 1.2 8V                | 1242                    | R4          | OHC/8          | 65 (47,5)/5500                    | 102/3500                                 | 18,9 s                   | 142 km/h            |
| 1.4 8V                | 1368                    | R4          | OHC/8          | 77 (57)/6000                      | 115/3000                                 | 16,5 s                   | 152 km/h            |
| 1.6 16V               | 1596                    | R4          | DOHC/16        | 103 (76)/5750                     | 145/4000                                 | 12,6 s                   | 168 km/h            |
| 1.6 16V CNG           | 1596                    | R4          | DOHC/16        | 103 (76)/5750 92 (68)/5750 (CNG)  | 145/4000 130/4000 (CNG)                  | 12,9 s                   | 165 km/h            |
| Silniki wysokoprężne: |                         |             |                |                                   |                                          |                          |                     |
| 1.3 MultiJet          | 1248                    | R4          | DOHC/16        | 70 (51)/4000                      | 180/1750                                 | 15,8 s                   | 150 km/h            |
| 1.3 MultiJet          | 1248                    | R4          | DOHC/16        | 75 (55)/4000                      | 190/1750                                 | 15,2 s                   | 152 km/h            |
| 1.3 MultiJet          | 1248                    | R4          | DOHC/16        | 85 (62)/4000                      | 200/1750                                 | 14,5 s                   | 156 km/h            |
| 1.9 D                 | 1910                    | R4          | OHC/8          | 63 (46)/4500                      | 118/2500                                 | 20,9 s                   | 141 km/h            |
| 1.9 JTD               | 1910                    | R4          | OHC/8          | 100 (74)/4000                     | 200/1500                                 | 12,4 s                   | 168 km/h            |
| 1.9 JTD               | 1910                    | R4          | OHC/8          | 105 (77)/4000                     | 205/1500                                 | 12,3 s                   | 170 km/h            |
| 1.9 MultiJet          | 1910                    | R4          | OHC/8          | 120 (88)/4000                     | 280/1750                                 | 11,5 s                   | 180 km/h            |

## Druga generacja

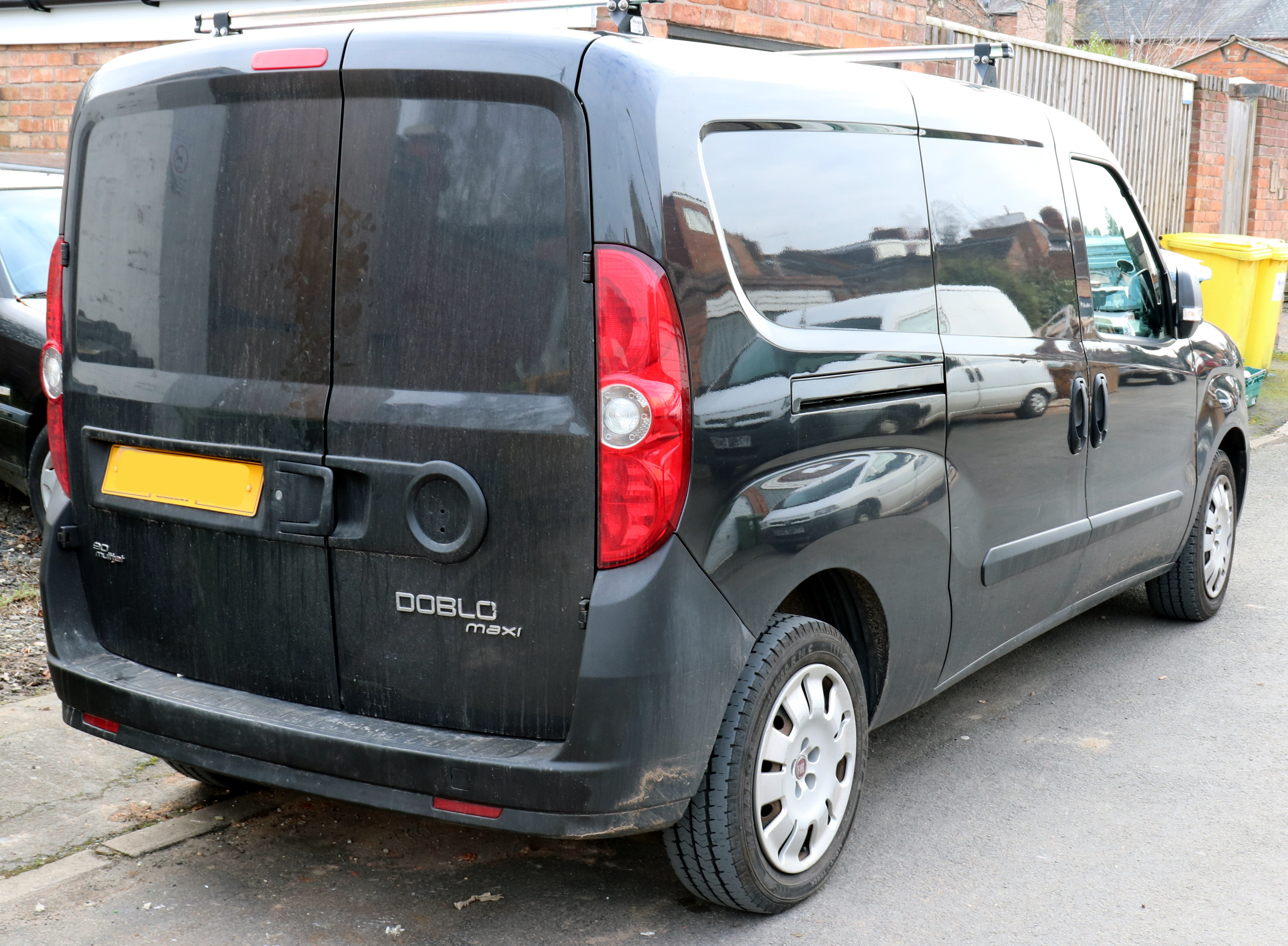
Fiat Doblò II - tył

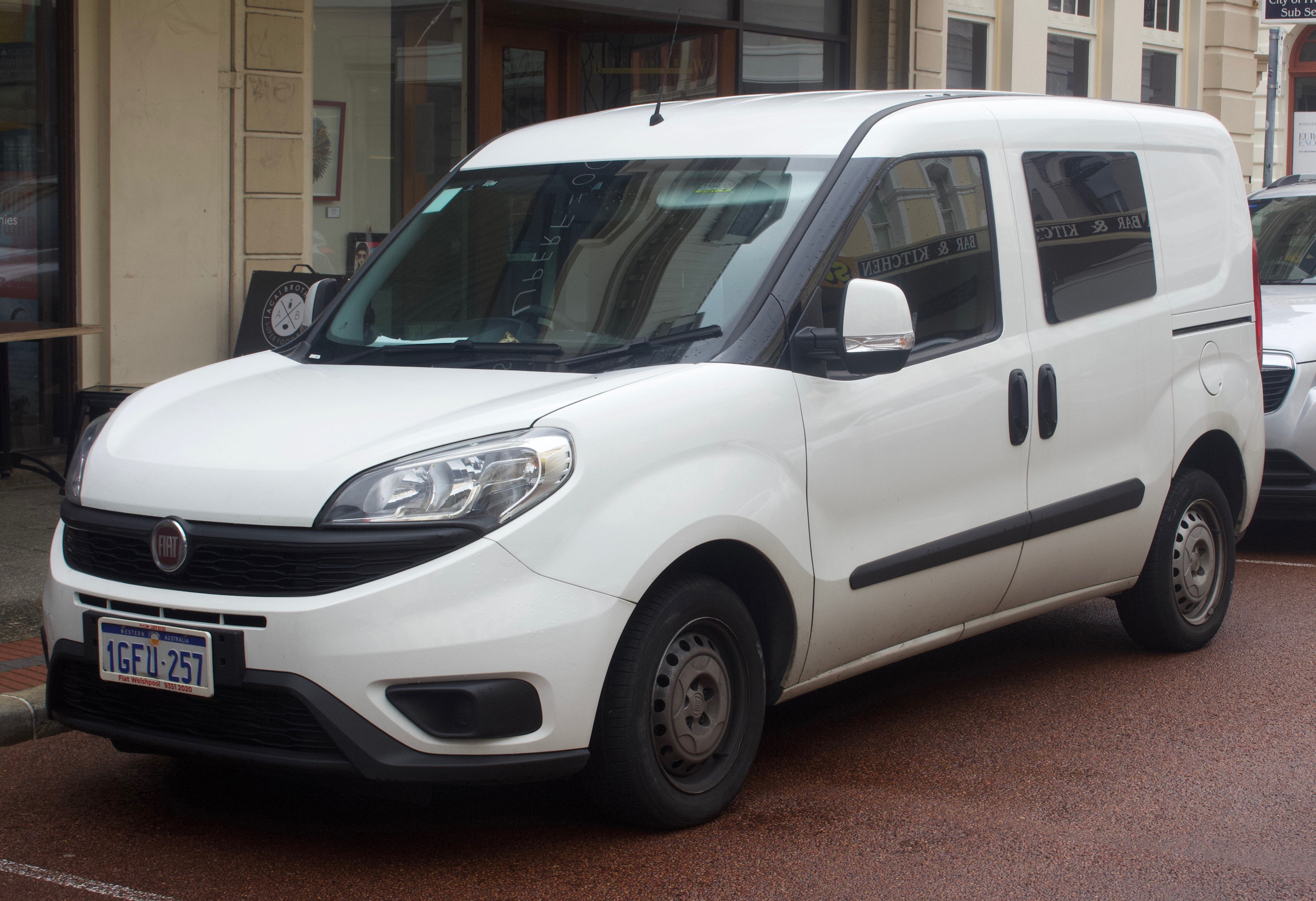
Fiat Doblò II po liftingu

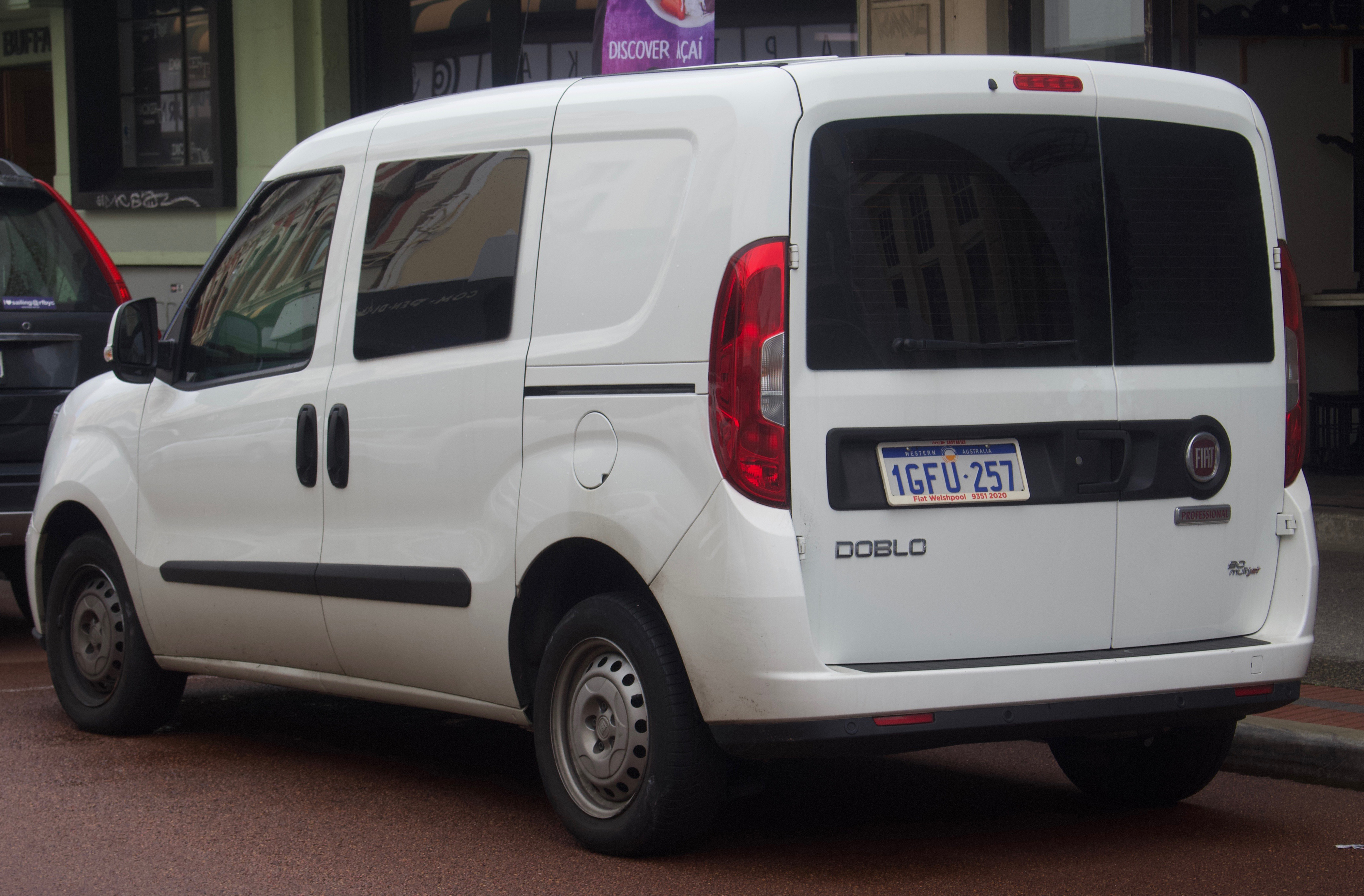
Fiat Doblò II - tył po liftingu

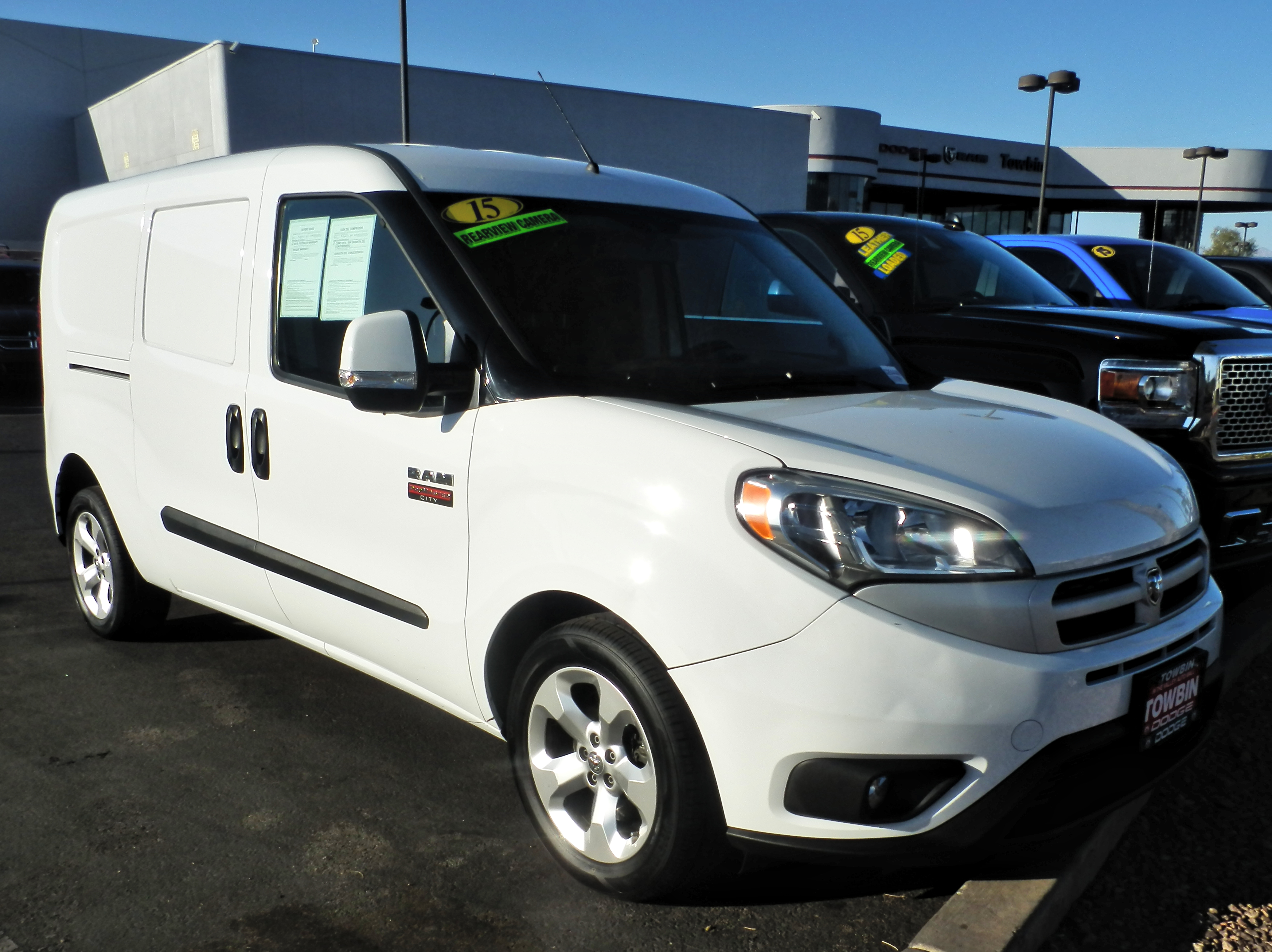
Ram ProMaster City

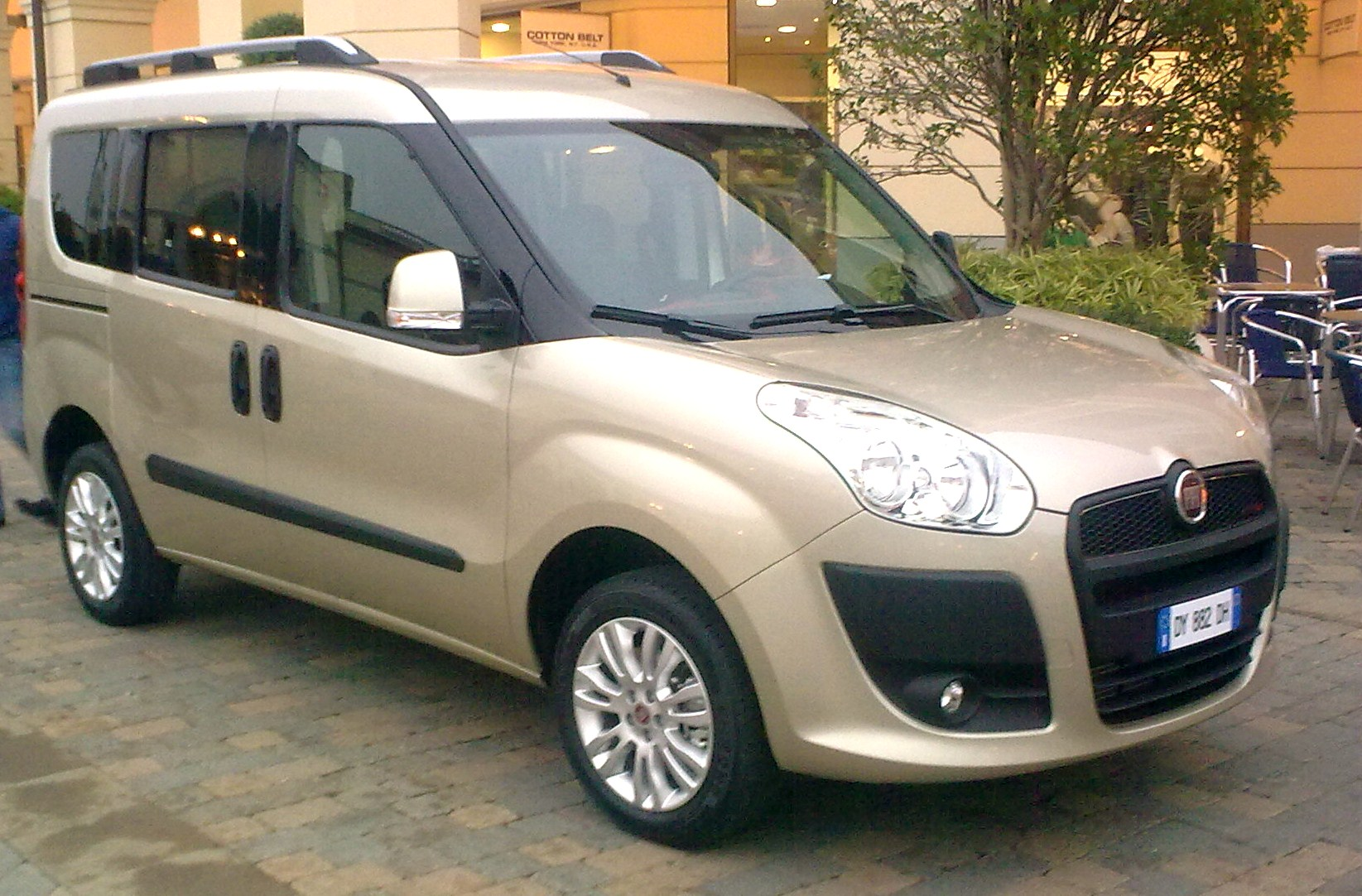
Fiat Doblò II w wersji osobowej

Fiat Doblò II został po raz pierwszy oficjalnie zaprezentowany podczas targów motoryzacyjnych w Genewie w 2010 roku.
Samochód został zbudowany na nowej, powiększonej płycie podłogowej.
W 2011 roku gama nadwoziowa modelu uzupełniona została o model Doblò Work Up wyposażony w fabryczną skrzynię ładunkową o powierzchni ładunkowej 4 m².
W 2012 roku do gamy jednostek napędowych dołączyły silniki benzynowe 1.4 T-Jet, oraz 1.4 T-Jet CNG i diesel 1.6 MultiJet o mocy 90 KM.
Od połowy 2014 roku Doblò sprzedawane jest w Stanach Zjednoczonych i Kanadzie pod marką Ram Trucks jako Ram ProMaster City.
We wrześniu 2014 roku w Hanowerze zaprezentowano wersję po face liftingu. Auto wyróżnia się m.in. odświeżonym pasem przednim oraz przemodelowanej klapie bagażnika. Zastosowane zostały nowe przednie reflektory, zderzak przedni oraz atrapa chłodnicy, a także deska rozdzielcza pojazdu.
Na początku 2020 roku producent zakończył produkcję osobowych odmian Doblo. Wersje dostawcze mają być w dalszym ciągu produkowane.

### FSE M
Po pracach trwających 2,5 Polska firma FSE przedstawiła 24 października 2019 roku elektryczny samochód dostawczy na bazie Fiata Doblo drugiej generacji.

### Wersje
- Cargo
- Cargo Maxi
- Cargo Wysoki dach
- Kombi
- Kombi Maxi
- platforma do zabudowy
- platforma do zabudowy Maxi
- Work Up
- Van

### Wyposażenie
Przed liftingiem:
- Active
- Dynamic
- Emotion

Standardowe wyposażenie pojazdu przed face liftingiem obejmuje m.in. system ABS z EBD, ESP, system ułatwiający ruszanie na wzniesieniu, a także 4 poduszki powietrzne, elektryczne sterowanie szyb przednich i czujniki ciśnienia powietrza w oponach.
W zależności od wersji wyposażeniowej opcjonalnie samochód wyposażony może być m.in. w klimatyzację manualną bądź automatyczną, tempomat, elektryczne sterowanie lusterek, czujniki parkowania oraz system nawigacji satelitarnej.
Po liftingu:
- Pop
- Easy
- Lounge
- Trekking

Wyposażenie wersji Pop obejmuje m.in.: centralny zamek z pilotem, klimatyzację manualną i elektrycznie regulowane szyby przednie.
Wersja Lounge obejmuje dodatkowo m.in. elektrycznie sterowane lusterka, radio Uconnect z ekranem dotykowym, podłokietnik i dzieloną tylną kanapę.
Topowa wersja Trekking (stylizowana na off-roadową) dodatkowo obejmuje m.in. relingi dachowe, aluminiowe felgi i system Traction+.
Opcjonalnie samochód można wyposażyć np. w podwyższony dach (4400 zł).

### Silniki
| Silnik                  | Pojemność skokowa [cm³] | Typ silnika        | Układ rozrządu     | Moc maksymalna [KM] przy obr./min | Maks. moment obrotowy [Nm] przy obr./min | Przyspieszenie 0-100 km/h [s] | Prędkość maks. [km/h] |                    |                    |
| Silniki benzynowe:      | Silniki benzynowe:      | Silniki benzynowe: | Silniki benzynowe: | Silniki benzynowe:                | Silniki benzynowe:                       | Silniki benzynowe:            | Silniki benzynowe:    | Silniki benzynowe: | Silniki benzynowe: |
| ----------------------- | ----------------------- | ------------------ | ------------------ | --------------------------------- | ---------------------------------------- | ----------------------------- | --------------------- | ------------------ | ------------------ |
| 1.4 16V                 | 1368                    | R4                 | DOHC/16            | 95 (70)/6000                      | 127/4500                                 | 15,4                          | 161                   |                    |                    |
| 1.4 T-Jet 16V           | 1368                    | R4                 | DOHC/16            | 120 (88)/5000                     | 206/2000                                 | 12,3                          | 172                   |                    |                    |
| Silniki wysokoprężne:   |                         |                    |                    |                                   |                                          |                               |                       |                    |                    |
| 1.3 Multijet            | 1248                    | R4                 | DOHC/16            | 75 (55)/4000                      | 200/1500                                 | b.d.                          | 148                   |                    |                    |
| 1.3 Multijet            | 1248                    | R4                 | DOHC/16            | 80 (59)/3750                      | 200/1500                                 | b.d.                          | 148                   |                    |                    |
| 1.3 Multijet            | 1248                    | R4                 | DOHC/16            | 90 (66)/4000                      | 200/1750                                 | 14,9                          | 156                   |                    |                    |
| 1.3 Multijet            | 1248                    | R4                 | DOHC/16            | 95 (70)/3750                      | 200/1500                                 | b.d.                          | 159                   |                    |                    |
| 1.6 Multijet            | 1598                    | R4                 | DOHC/16            | 90 (66)/4000                      | 200/1500                                 | b.d.                          | 160                   |                    |                    |
| 1.6 Multijet            | 1598                    | R4                 | DOHC/16            | 95 (70)/4000                      | 300/2500                                 | b.d.                          | 164                   |                    |                    |
| 1.6 Multijet            | 1598                    | R4                 | DOHC/16            | 100 (74)/2500                     | 290/1750                                 | b.d.                          | 164                   |                    |                    |
| 1.6 Multijet            | 1598                    | R4                 | DOHC/16            | 105 (77)/4000                     | 290/1500                                 | 13,4                          | 170                   |                    |                    |
| 1.6 Multijet            | 1598                    | R4                 | DOHC/16            | 120 (88)/3750                     | 300/1750                                 | b.d.                          | 176                   |                    |                    |
| 2.0 Multijet            | 1956                    | R4                 | DOHC/16            | 135 (99)/3500                     | 320/1500                                 | 11,3                          | 179                   |                    |                    |
| Gaz ziemny:             |                         |                    |                    |                                   |                                          |                               |                       |                    |                    |
| 1.4 T-Jet Natural Power | 1368                    | R4                 | DOHC/16            | 120 (88)/5000                     | 206/2000                                 | 12,3                          | 172                   |                    |                    |

## Trzecia generacja

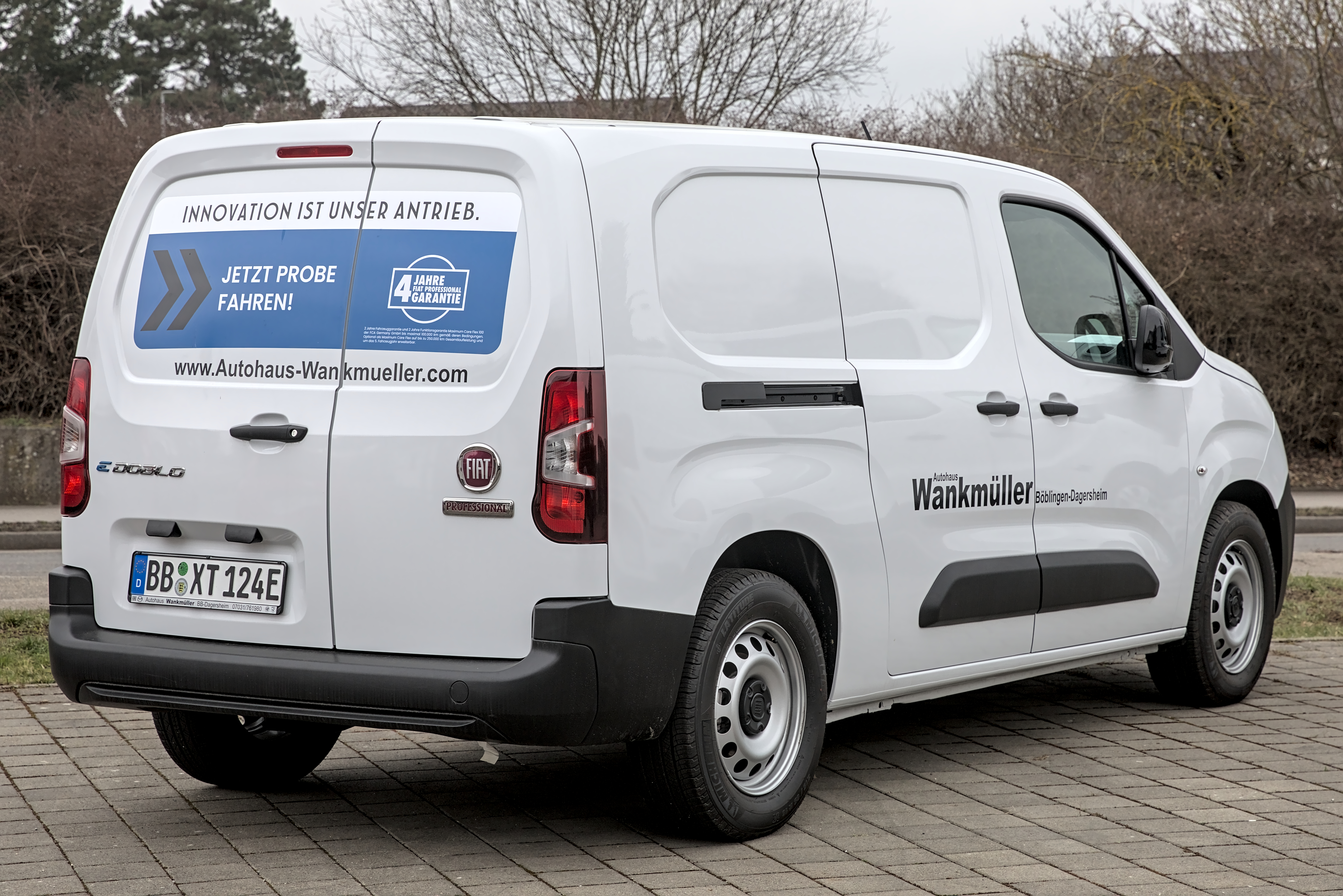
Fiat E-Doblò - tył

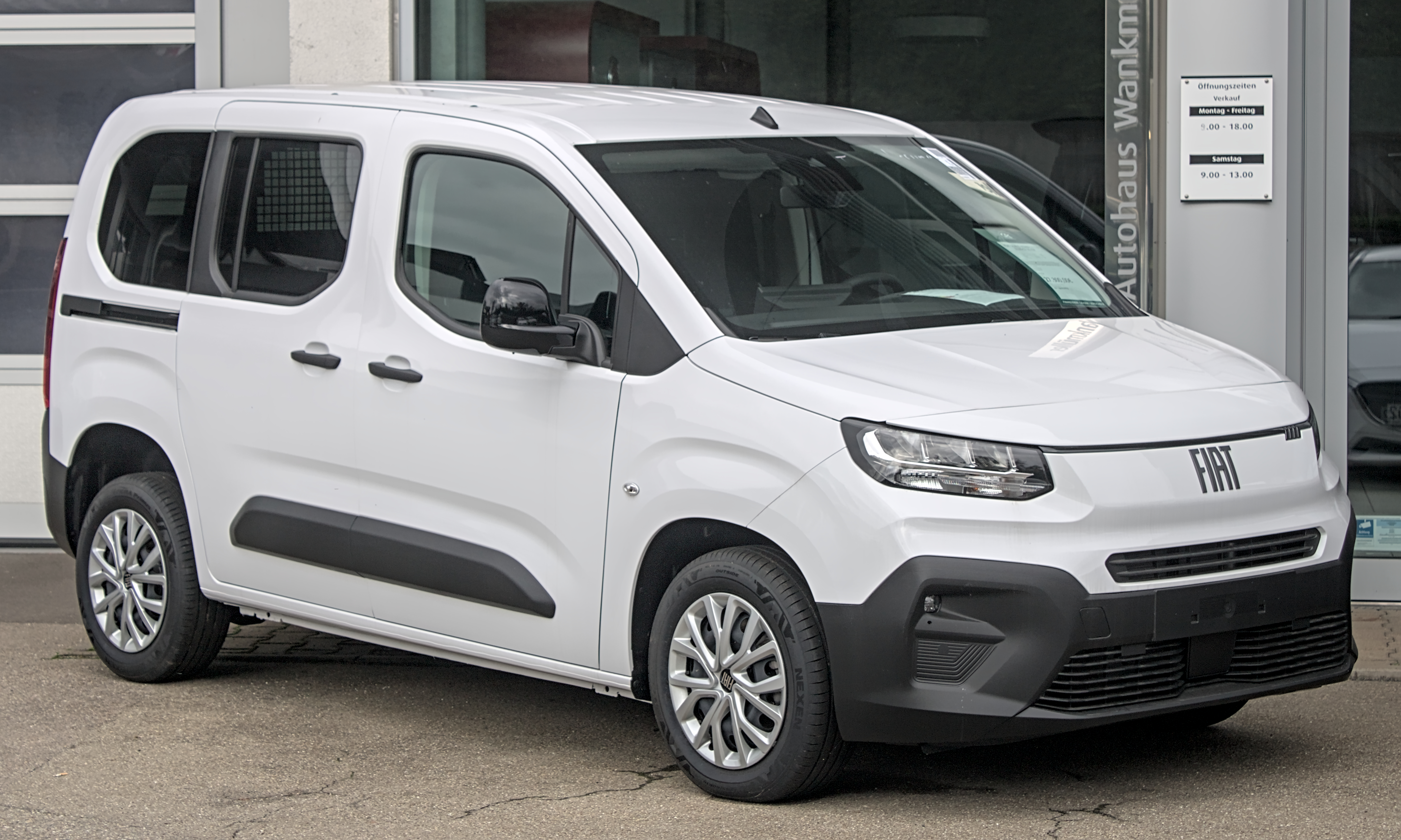
Fiat Doblò III po liftingu

Fiat Doblò III został zaprezentowany w 2022 roku.
Samochód bazuje na tych samych samochodach takie jak: Citroën Berlingo, Peugeot Partner, Opel Combo oraz Toyota Proace City. Trzecia generacja modelu nie jest już produkowana w tureckiej fabryce w Bursie, lecz wyłącznie w fabrykach w hiszpańskim Vigo i portugalskim Mangualde.
Niemal rok po prezentacji, jesienią 2023 roku samochód przeszedł delikatny lifting. Zmianie uległy m.in. światła, zderzak przedni.  

## Sprzedaż w Polsce
| Rok  | Sprzedaż (osobowe) | Sprzedaż (dostawcze) | Suma (szt.) |
| ---- | ------------------ | -------------------- | ----------- |
| 2007 | 1 128              | 2 187                | 3 315       |
| 2008 | 1 038              | 1 823                | 2 861       |
| 2009 | b.d.               | 1 293                | b.d.        |
| 2010 | b.d.               | 1 355                | b.d.        |
| 2011 | 816                | 1 139                | 1 955       |
| 2012 | 522                | 1 099                | 1 621       |
| 2013 | 275                | 1 224                | 1 499       |
| 2014 | 434                | 1 202                | 1 636       |
| 2015 | 267                | 1 619                | 1 886       |
| 2016 | 342                | 2 025                | 2 367       |
| 2017 | 255                | 2 112                | 2 367       |
| 2018 | b.d.               | 2 361                | b.d.        |